# ジェロ
ジェロ（JERO、本名: Jerome Charles White, Jr〈ジェローム・チャールズ・ホワイト・ジュニア〉、1981年9月4日 - ）は、アメリカ合衆国・ペンシルベニア州ピッツバーグ出身の演歌歌手。「史上初の黒人演歌歌手」として注目された。

## 略歴
1981年に生まれ、1990年ごろからペンシルベニア州のピッツバーグで育つ。母方の祖母は横浜出身の日本人で、その影響から幼少期より演歌に親しんできた。祖母を真似て演歌を披露するうちに、自らが演歌の虜になっていったという。
父親がアフリカ系アメリカ人で母親がアフリカ系アメリカ人と日本人（祖母が日本人）のハーフであるため、4分の3がアフリカ系で4分の1が日本人のクォーターである。
特定非営利活動法人エデュケーション・ガーディアンシップ・グループ主催の第3回高校生による日本語スピーチコンテスト(Japanese Speech Award, JSA)に参加するために15歳で初来日。スピーチタイトルは「ぼくのおばあちゃん」。ダンスチームの主将を務めた高校時代を経て、ピッツバーグ大学に進学し情報科学を専攻。在学中には関西外国語大学に3カ月間留学した。この留学期間中に演歌歌手になることを決意したという。
ピッツバーグ大学を2003年に卒業したのちに再び来日し、和歌山県の英会話学校にて講師として働き、次いで大阪でコンピュータ技術者の仕事に就く。そのかたわら、来日2カ月後に『NHKのど自慢』（NHK総合・ラジオ第1）に出場し合格するなど、日本各地のカラオケ大会に出場して、演歌歌手を目指していた。そして2005年、大阪市内のカラオケ大会で優勝した際、ビクターエンタテインメント大阪のスカウトの目に留まり、東京・渋谷のカラオケボックスでオーディションを受けて合格。審査員は「礼儀正しく、何をリクエストしてもきれいに歌う」と評価している。
その後2年間のレッスンを経て、2008年に『海雪』でデビュー。デビュー日には、演歌歌手としては前例のない渋谷HMVでのイベントを行った。
2008年6月25日には初のミニアルバムを発売。8月27日には母校ピッツバーグ大学で無料凱旋ライブを行い、学生や地元住民など500人以上がつめかけた。
2008年10月19日、今度はプロの歌手として『NHKのど自慢』（NHK総合・ラジオ第1）にゲスト出演、また12月30日には第50回日本レコード大賞（TBSテレビ・ラジオ）の最優秀新人賞を受賞した。さらに『第59回NHK紅白歌合戦』（NHK総合・ラジオ第1）に初出場、実母も来日し会場で感涙した。ジェロはデビュー当初から亡き祖母のために紅白歌合戦出場を望んでいた。
2009年、ワシントンD.C.でのサクラ祭りで凱旋コンサートを開催し、演歌3曲を熱唱した。2011年2月、米国のカリフォルニア大学バークレー校から「バークレー日本ニュー・ビジョン賞」を授与されることが決まった。
2016年からボストン大学大学院の通信制で情報科学セキュリティについて学ぶ。2018年春に修了。
2018年2月24日、デビュー10周年記念コンサート「感謝感激」を開催した。
2018年5月11日、芸能活動を無期限休止し、外資系のIT企業に就職してコンピュータ関連の仕事に就くと発表。これは苦悩の末の結論であるとして「最初は歌も同時に続けていけるだろうか？という考えもよぎりましたが、どちらも中途半端になりたくはありません。皆様に対しても、尊敬する諸先輩や歌手の方々に対しても失礼になってしまうからです」「けれど僕の演歌への情熱は少しも色あせていないし、これからも変わることがないと信じています」「今はまだいつとは言えませんが、もう一度歌手として夢を追いたいと思うかも知れません。それまでインターネットで演歌をたくさんの人達に伝えていくことも研究しながら」とコメントした。
2024年12月30日、TBS「まさかの一丁目一番地」において、現在は帰国し、コンピューターエンジニアとして働いていると紹介された。

## 様相
演歌歌手という立場でありながらヒップホップ系ファッションを採り、その外見はラッパーのスタイルに通じるものがある。
容姿は「ウィル・スミス似のイケメン」などと表現され、歌声は「一聴では日本人のそれとしか思えない」「甘い歌声」などの評価が寄せられている。
デビュー曲の『海雪』は、新潟県三島郡出雲崎町を舞台とした楽曲で、発売当日だけで、CDに加えコンパクトカセットを合計8万3千メディア出荷し、オリコンのデイリーチャートにおいて初登場16位を記録、2日目に6位をマークした。舞台となった出雲崎町では、町民を対象に『海雪』のCD購入に際し町から補助費を出す予算案を可決し、町ぐるみでジェロを応援した。発売から5日間のうちに3万5千枚の売り上げを記録し、グループからのソロデビューを除く演歌/歌謡系歌手のソロデビュー曲としては史上初のオリコン総合シングルランキング初登場10位入り（第4位）を獲得するなど、「突然の金字塔」と言われるほどに数多の記録を更新した。
ヒップホップダンスが得意で、『海雪』のダンスバージョンの振り付けの一部はジェロ本人が行った。敬愛するR&Bシンガーはルーサー・ヴァンドロス、ジル・スコット。

## ディスコグラフィ

### シングル
|    | 発売日        | タイトル       | オリコン 最高位 | 備考 |
| -- | ------------- | -------------- | --------------- | --- |
| 1  | 2008年2月20日 | 海雪           | 4位             | 海雪 (作詞:秋元康/作曲:宇崎竜童/編曲:多田三洋･鈴木豪) 東西南北ひとり旅 (作詞:山口洋子/作曲･編曲:吉田正)                                                                              |
| 2  | 2009年1月28日 | えいさ         | 18位            | えいさ (作詞:一青窈/作曲:山本健太郎/編曲:鈴木豪） 晴れ舞台 (作詞･作曲:中村中/編曲:鈴木豪)                                                                                            |
| 3  | 2009年4月15日 | やんちゃ道     | 39位            | やんちゃ道 （作詞･作曲:中村中/編曲:鈴木豪） TOKYO銀河 （作詞･作曲:甲斐よしひろ） |
| 4  | 2009年8月19日 | 爪跡           | 35位            | 爪跡（作詞:蟹江ハルキ/作曲:春畑道哉/編曲:鈴木豪） 手紙を書いてよ （作詞･作曲:中村中/編曲:中村タイチ）                                                                                |
| 5  | 2010年6月16日 | 嘘泣き         | 47位            | 嘘泣き（作詞:田久保真見/作曲:浜圭介/編曲:鈴木豪） 男泣き （作詞:松本一起/作曲:浜圭介/編曲:鈴木豪） 四季の歌（作詞･曲:荒木とよひさ/編曲:鈴木豪）                                      |
| 6  | 2011年6月22日 | ただ…涙        | 67位            | ただ…涙（作詞･曲作:中村中） 火焔樹（作詞:及川眠子/作曲:国安修二） |
| 7  | 2012年1月1日  | 夜明けの風     | 67位            | 夜明けの風（作詞:平尾昌晃･TANUKICHI/曲:平尾昌晃/編曲:若草恵) 荒野の果てに (作詞:山口あかり/作曲:平尾昌晃/編曲:若草恵)                                                                |
| 8  | 2013年2月20日 | セレナーデ     | 89位            | セレナーデ (作詞:須藤晃/作曲:玉置浩二/編曲:トオミヨウ) あ・いた (作詞:阿久悠/作曲:国安修二/編曲:多田三洋)                                                                            |
| 9  | 2014年4月23日 | なきむし倶楽部 | 63位            | なきむし倶楽部 (作詞:山川啓介/作曲:堀江淳/編曲:江口正祥) ルージュ (作詞:阿久悠/作曲:国安修二/編曲:西本明)                                                                            |
| 10 | 2015年5月20日 | ポロポロ       | 171位           | ポロポロ (作詞:本堂哲也/作曲:CHANGSU/編曲:八澤勉) Break My Heart -single ver.- (作詞:J White/作曲:福田和哉/編曲:高橋諒)                                                              |
| 11 | 2016年5月25日 | うぬぼれ       | 131位           | うぬぼれ (作詞:鈴木紀代/作曲:影山時則/編曲:周防泰臣) 愛をありがとう (作詞:高畠じゅん子/作曲:中川博之/編曲:クリヤ・マコト) Every Time (作詞:J White/作曲:Kazuya Fukuda/編曲:Shingo.S) |

### アルバム

#### オリジナル・アルバム
|   | 発売日        | タイトル | オリコン 最高位 |
| - | ------------- | -------- | --------------- |
| 1 | 2009年2月25日 | 約束     | 18位            |
| 2 | 2012年2月22日 | 情熱     | 189位           |

#### ベスト・アルバム
|   | 発売日        | タイトル    | オリコン 最高位 |
| - | ------------- | ----------- | --------------- |
| 1 | 2011年3月23日 | ベスト&レア | 129位           |

#### カバー・アルバム
|   | 発売日        | タイトル                  | オリコン 最高位 |
| - | ------------- | ------------------------- | --------------- |
| 1 | 2008年6月25日 | COVERS                    | 5位             |
| 2 | 2009年9月23日 | COVERS2                   | 52位            |
| 3 | 2010年6月16日 | COVERS3 〜Roots of JERO〜 | 54位            |
| 4 | 2011年6月22日 | COVERS4                   | 142位           |
| 5 | 2012年7月4日  | COVERS5                   | 195位           |
| 6 | 2013年7月24日 | COVERS6                   | 181位           |

### 配信限定
|   | 発売日         | タイトル               |
| - | -------------- | ---------------------- |
| 1 | 2008年8月13日  | めざまし夢音頭         |
| 2 | 2008年12月3日  | 試練                   |
| 3 | 2011年3月30日  | 訳あり列車             |
| 4 | 2012年11月14日 | 人生晴れるや〜桜花乱舞 |
| 5 | 2014年12月24日 | Break My Heart         |
| 5 | 2015年12月24日 | Every Time             |

## タイアップ一覧
| タイトル               | タイアップ                                                               |
| ---------------------- | ------------------------------------------------------------------------ |
| めざまし夢音頭         | フジテレビ『めざましテレビ』「お台場冒険王ファイナル」タイアップ曲       |
| 氷雨                   | キリンビバレッジ FIREカフェゼロ CMソング                                 |
| 試練                   | セガ『風来のシレンDS2』イメージソング                                    |
| えいさ                 | いっしょに歌お!CBCラジオ2009年2月の歌                                    |
| 晴れ舞台               | NHK『みんなのうた』2008年12月 - 2009年1月放送楽曲                        |
| 流浪の街               | ギャガ・コミュニケーションズ配給映画『鈍獣』挿入歌                       |
| やんちゃ道             | 東宝配給映画『劇場版クレヨンしんちゃん オタケベ!カスカベ野生王国』主題歌 |
| 四季の歌               | 東洋水産 マルちゃん四季物語 CMソング                                     |
| 初めての街で           | 菊正宗酒造 菊正宗 CMソング                                               |
| 夜明けの風             | 京楽産業. CRぱちんこ必殺仕事人IV テーマソング                            |
| 人生晴れるや〜桜花乱舞 | 京楽産業. ぱちんこ必殺仕事人 桜花乱舞 テーマソング                       |
| セレナーデ             | TBSテレビ『ひるおび!』2013年2月度エンディングテーマ                      |

## 出演

### テレビ
- NHK紅白歌合戦出場歴

| 年度/放送回               | 回 | 曲目        | 出演順 | 対戦相手       | 備考               |
| ------------------------- | -- | ----------- | ------ | -------------- | ------------------ |
| 2008年（平成20年）/第59回 | 初 | 海雪        | 13/26  | Perfume        | 後半トップバッター |
| 2009年（平成21年）/第60回 | 2  | 海雪(2回目) | 05/25  | GIRL NEXT DOOR |                    |
曲名の後の（○回目）は紅白で披露された回数を表す。
* 出演順は「出演順/出場者数」を表す。

#### バラエティ
- beポンキッキーズ（BSフジ、2011年4月25日 - ） - レギュラー

#### ドラマ
- URAKARA 第11話・最終話（2011年） - 本人 役

### 映画
- 鈍獣（2009年） - 明 役
- クレヨンしんちゃん オタケベ!カスカベ野生王国（2009年） - 本人 役

### 舞台
- BLUES IN THE NIGHT（2011年） - MAN 役
- メンフィス（2015年、2017年） - デルレイ 役

### CM
- キリンビバレッジ「FIRE カフェゼロ」（2008年5月 - ）
- チュンソフト「風来のシレンDS2 砂漠の魔城」
- 東洋水産「マルちゃん 四季物語」シリーズ（2010年3月 - ）
- 三幸製菓「新潟仕込み」（2011年） - 東京スカイツリー見放題!キャンペーンのCM曲を歌唱し、ホテルマン役で出演。

### ラジオ
- 高橋克実と山瀬まみ おしゃべりキャッチミー（2008年1月 - 2009年4月4日、ニッポン放送） - リポーター
- ジェロのいい歌山もり（2009年4月12日 - 2011年10月2日、ニッポン放送） - メインパーソナリティ

## 各賞受賞一覧

### 2008年

#### 海雪
- 第50回日本レコード大賞：最優秀新人賞
- ベストヒット歌謡祭2008：最優秀新人賞
- 第41回  日本有線大賞：最優秀新人賞
- 第41回  日本作詩大賞：大賞（受賞者は作詞した秋元康であるが、デビュー曲が同賞を受賞したのは、2000年の第33回・氷川きよしの「箱根八里の半次郎」（松井由利夫作詞）以来8年ぶり2曲目）